# Schöneberg (Westerwald)

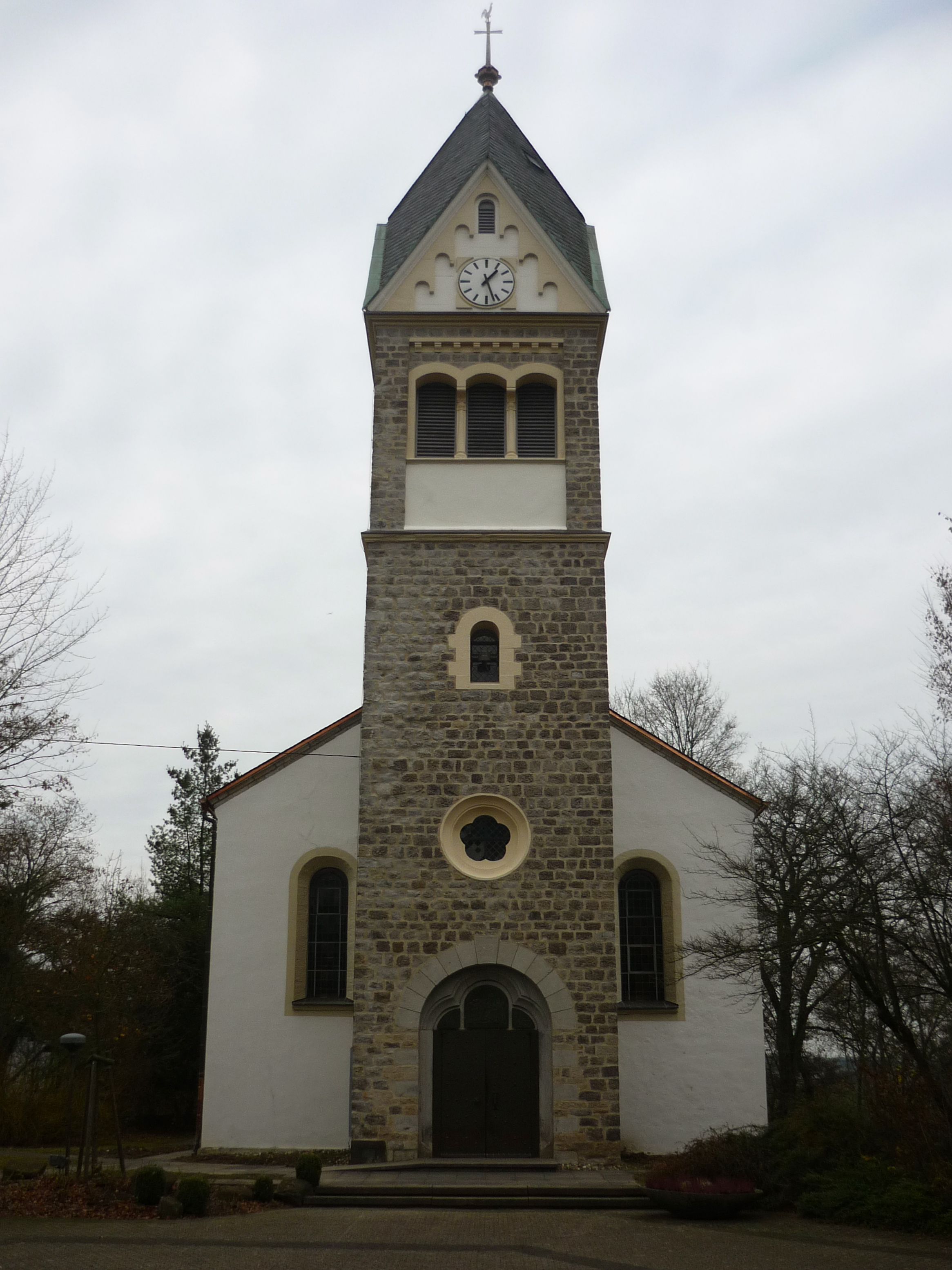
Kirche von Schöneberg

Schöneberg ist eine Ortsgemeinde im Landkreis Altenkirchen (Westerwald) in Rheinland-Pfalz. Sie gehört der Verbandsgemeinde Altenkirchen-Flammersfeld an.

## Geographische Lage
Schöneberg befindet sich etwa vier Kilometer südwestlich der Stadt Altenkirchen nahe der Bundesstraße 256 und einen Kilometer östlich von Neitersen. Weitere Nachbargemeinden sind Almersbach und Fluterschen im Westen und Stürzelbach im Süden.

## Geschichte
Die älteste Urkunde über den Ort Schöneberg ist aus dem Jahr 1240, in der die Kirchgemeinde zu Schöneberg („ecclesiam de Shoninberch“) erwähnt wird. Sie gehörte zum Stift St. Florin in Koblenz. Anhand älterer Urkunden, die Orte im Kirchspiel betreffen, kann davon ausgegangen werden, das Schöneberg deutlich älter ist.
In der jüngeren Geschichte machte Schöneberg als Gemeinde von sich Reden, die den Nationalsozialismus frühzeitig unterstützte. Schon vor der Machtergreifung 1933 erklärte Schöneberg als zweiter Ort im Deutschen Reich Adolf Hitler zum Ehrenbürger.

### Grafschaft Sayn
Graf Heinrich III. von Sayn starb 1246 kinderlos. Seine Witwe, Mechthild von Sayn, schenkte 1249 dem von ihr gegründeten Zisterzienserinnenkloster in Herchen den großen und kleinen Zehnten zu Schöneberg, die grundherrschaftlichen Rechte übergab Mechthild 1250 dem Kölner Erzbischof Konrad. Siegfried, ein Nachfolger Konrads, gab die Grundherrschaft dem Grafen von Berg zum Lehen. Im späten Mittelalter waren die Grafen von Wied Landesherren. 1489 kam Schöneberg endgültig in die Landesherrschaft der Grafen von Sayn. Von 1671 bis 1799 gehörte Schöneberg zur Grafschaft Sayn-Hachenburg.

### Kirchspielgericht
Schöneberg gehörte zum saynischen Amt Altenkirchen, welches 1490 erstmals genannt wird. Im Jahr 1507 war in Schöneberg ein Kirchspielgericht eingerichtet, welches möglicherweise schon von den wiedischen Grafen eingerichtet wurde. Als Gerichtsbeamter war ein Schultheiß eingesetzt. Der Gerichtsbezirk umfasste die Orte Berzhausen, Bettgenhausen, Hoppach, Kahlhardt, Kindessem, Luyzenhausen, Mangeroth, Neiterschen, Niederähren, Obernau, Seifen und Seltzenthal. Das Gericht bestand bis etwa 1618.

### Amt Schöneberg
Bis zur Erbteilung der Grafschaft in Sayn-Altenkirchen und Sayn-Hachenburg wurde Schöneberg vom saynischen Amt Altenkirchen verwaltet. Spätestens ab 1691 gehörte das Kirchspiel zum Amt Hachenburg in der Grafschaft Sayn-Hachenburg. 1723 wird das Amt Schöneberg eingerichtet und wird erste Instanz auch für die Kirchspiele Hamm, Höchstenbach und Altstadt. Auch nachdem die Grafschaft Sayn-Hachenburg 1799 an die Grafen von Nassau-Weilburg fiel und 1806 zum Herzogtum Nassau gehörte, blieb Schöneberg Amtssitz und gehörte zum nassauischen Regierungsbezirk Ehrenbreitstein. 1815 wurden von Nassau verschiedene Gebiete an Preußen abgetreten. Das Amt Schöneberg wurde mit dem Amt Altenkirchen vereinigt. Nach Einrichtung der preußischen Bürgermeistereien und Kreise gehörte Schöneberg zur Bürgermeisterei Flammersfeld im Kreis Altenkirchen und ab 1822 zur Rheinprovinz. Seit der Verwaltungsreform 1970 gehört Schöneberg zur Verbandsgemeinde Altenkirchen, der späteren Verbandsgemeinde Altenkirchen-Flammersfeld.

### Religionszugehörigkeit
Schöneberg gehörte kirchlich zum Erzbistum Trier landesherrlich zur Grafschaft Sayn. Durch die saynische Reformation wurden die Einwohner des Kirchspiels 1561 eine lutherische Gemeinde, 1605 wurde das reformierte Bekenntnis eingeführt. Unter der Gräfin Louise Juliane wurde 1665 neben der reformierten wieder eine lutherische Gemeinde eingerichtet. Die beiden Kirchengemeinden Schönebergs traten 1817 der unierten Kirche des Rheinlandes bei. 1893 wurde der Einzugsbereich der Kirchengemeinde erweitert. Zu den alten Kirchspielorten kamen Niederölfen, Fladersbach, Neitersen und Obernau (rechts der Wied) hinzu. Heute gehört die Kirchengemeinde Schöneberg zum Kirchenkreis Altenkirchen in der Evangelischen Kirche im Rheinland.

### Schloss Schöneberg
Etwa von 1500 an stand in Schöneberg ein kleines Schloss, das in den wenigen vorhandenen Quellen auch „Haus Schöneberg“ genannt wurde. Mit hoher Wahrscheinlichkeit stand das Schloss auf dem Plateau, auf dem heute die Kirche steht. Das Haus Schönberg wurde 1507 erstmals erwähnt und diente der Gräfin Johanetta († 1529), der Ehefrau des Gerhard III. von Sayn († 1493), als Witwensitz. Im Jahr 1685 wird das Schloss beschrieben mit „zwei großen Gemächern und 14 kleineren Kammern, einem Obergeschoss und einem Keller“. Durch Umbauten Anfang/Mitte des 18. Jahrhunderts wurde das Schloss in ein Jagdschloss umgewandelt und wird 1794 zuletzt erwähnt. Es ist wahrscheinlich in den kriegerischen Auseinandersetzungen in den Jahren nach 1794 zerstört worden. Der Straßenname Schloßweg erinnert an das Gebäude.

### Kirche

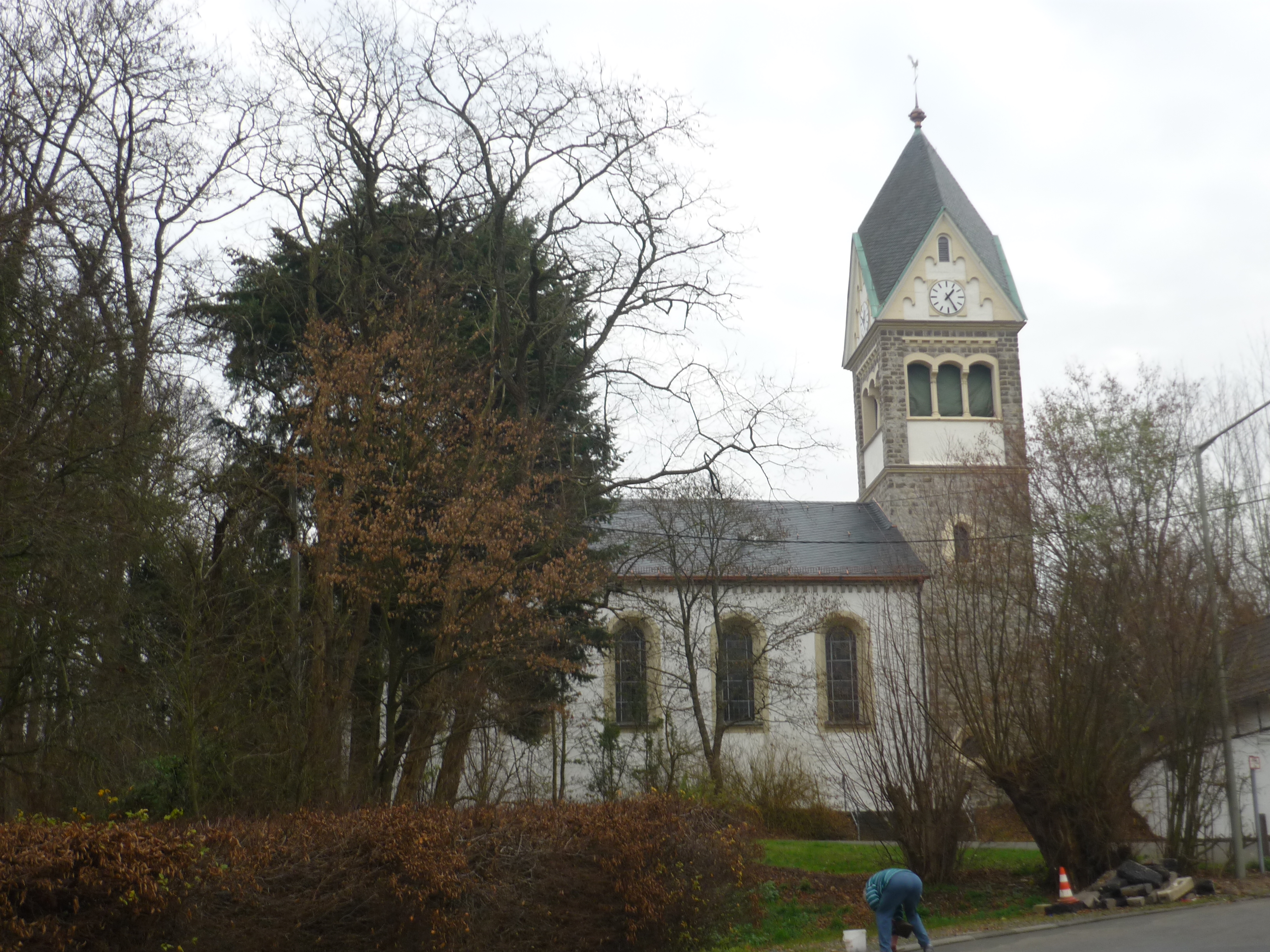
Kirche von Schöneberg

Am 23. Mai 1854 brach im Dorf ein Feuer aus, über die Hälfte des Dorfes brannte ab, die alte romanische Kirche, das Pfarrhaus und 18 Häuser. Nachdem der Bau eines neuen Pfarrhauses 1858 vollendet wurde, war 1864 Grundsteinlegung für eine neue, erheblich größere neugotische Kirche. Die Errichtung eines Turmes bereitete damals Probleme, da man vermutlich auf unterirdische Reste des ehemaligen Schlosses stieß. 1874 musste er abgetragen werden, bis 1908 der weithin sichtbare neue Turm fertiggestellt war. Die Kirche hat den Namen „Auferstehungskirche“.

### Schule
Eine erste Schule in Schöneberg war vor 1618 entstanden, 1644 wird der erste Schulmeister namentlich erwähnt. Zeitweise gab es zwei Schulen, eine reformierte und eine lutherische. Im 18. Jahrhundert war eine Winterschule eingerichtet. Im 19. Jahrhundert befand sich die Schule im Küstergebäude, es wurden die Kinder aus Schöneberg und Neiterschen unterrichtet. 1873 wurde ein Schulsaal angebaut. Die Schule wurde 1973 aufgelöst und dient heute als Dorfgemeinschaftshaus. Die Kinder besuchen seitdem die Schulen in Altenkirchen.

### Bergbau
Der Bergbau in Schöneberg ist  seit dem Jahr 1847 belegt. In den Unterlagen des Bergamtes Koblenz wird ein vorher schon bestehender Abbau von Eisenstein verwiesen. Funde von Schlackeresten in der Flur „Auf dem Hähnen“ belegen, dass hier auch Eisenverhüttung stattfand. Neben Eisen wurde in der 1847 ausgestellten Genehmigung für die Gruben „Gute Aussicht“ und "Emma" auch Schürfrechte für Blei und Kupfer erteilt. In den Folgejahren wurden Abbaurechte für vier weitere Gruben erteilt. Im Jahr 1906 wurde 5446 Tonnen Eisenerz gefördert und 86 Arbeiter beschäftigt. Der Bergwerksbetrieb wurde 1909 eingestellt. Schöneberg gehörte zum Bergrevier Hamm (Sieg).

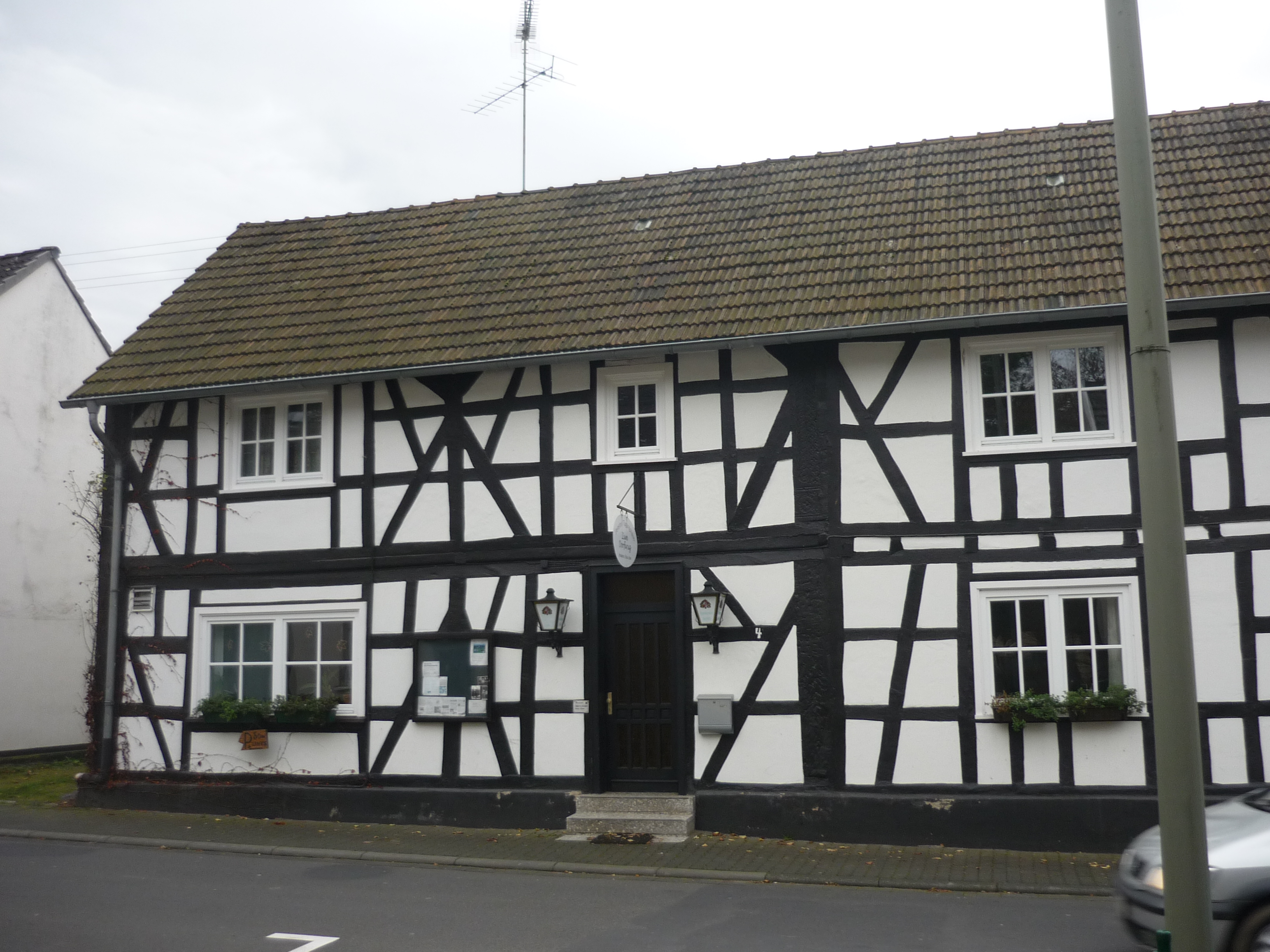
Fachwerkhaus in Schöneberg

### Bevölkerungsentwicklung
Die Entwicklung der Einwohnerzahl von Schöneberg, die Werte von 1871 bis 1987 beruhen auf Volkszählungen:
| Jahr | Einwohner |
| 1815 | 172       |
| 1835 | 240       |
| 1871 | 262       |
| 1905 | 356       |
| 1939 | 295       |
| 1950 | 383       |

| Jahr | Einwohner |
| 1961 | 364       |
| 1970 | 368       |
| 1987 | 333       |
| 1997 | 382       |
| 2005 | 415       |
| 2023 | 439       |

## Politik

### Gemeinderat
Der Gemeinderat in Schöneberg besteht aus acht Ratsmitgliedern, die bei der Kommunalwahl am 9. Juni 2024 in einer Mehrheitswahl gewählt wurden, und dem ehrenamtlichen Ortsbürgermeister als Vorsitzendem.

### Bürgermeister
Axel Hilger wurde am 10. September 2024 Ortsbürgermeister von Schöneberg. Bei der Direktwahl am 9. Juni 2024 war er als einziger Bewerber mit einem Stimmenanteil von 83,3 % für fünf Jahre gewählt worden.
Sein Vorgänger Erich Krüger hatte das Amt seit 24. November 2022 inne. Bei der Direktwahl am 18. September 2022 war der bisherige Erste Beigeordnete und einzige Kandidat mit einem Stimmenanteil von 96,36 % gewählt worden.
Krügers Vorgänger Frank Iwanowski hatte das Amt am 18. Juli 2019 übernommen. Bei der Direktwahl am 26. Mai 2019 war er mit einem Stimmenanteil von 92,90 % für fünf Jahre gewählt worden. Iwanowski legte das Amt jedoch aus gesundheitlichen Gründen zum 30. April 2022 vorzeitig nieder, wodurch eine Neuwahl erforderlich wurde. Vor Frank Iwanowski waren für jeweils 20 Jahre Jürgen Schneider (ab 1999) und Herbert Hahn (ab 1979) Ortsbürgermeister von Schöneberg.

## Wirtschaft
In Schöneberg existieren keine landwirtschaftlichen Betriebe mehr. Mehrere Handwerks- und Handelsbetriebe sowie ein Tagungshaus erhalten einige Arbeitsplätze am Ort, während die Mehrzahl der Erwerbstätigen u. a. ins nahe Altenkirchen pendelt.

## Verkehr
Seit 1952 hatte Schöneberg einen Bedarfshalt an der Bahnstrecke Engers–Au. Der Personenverkehr wurde hier 1989 eingestellt, der Abschnitt Altenkirchen-Flammersfeld-Puderbach-Selters-Siershahn wird jedoch seit 2006 im Frachtverkehr genutzt.
Es verkehren Regionalbuslinien in Richtung Altenkirchen und Puderbach, organisiert durch den VRM.